# 5 (álbum de Megaherz)
5 es un álbum del grupo alemán Megaherz. Fue lanzado en el 2004 y relanzado en los Estados Unidos en el 2006. Es el único álbum en el que ha cantado Mathias Elsholz.

## Lista de canciones
| N.º | Título                      | Traducción                               | Duración |  |
| 1.  | «Dein Herz Schlägt»         | Tu corazón late                          | 4:12     |  |
| 2.  | «Göttlich»                  | Divino                                   | 3:48     |  |
| 3.  | «Ja, Genau»                 | Si, exactamente                          | 4:41     |  |
| 4.  | «Gott Sein '04»             | Ser Dios '04                             | 5:02     |  |
| 5.  | «Wann Wirst Du Gehen?»      | ¿Cuándo te irás?                         | 4:53     |  |
| 6.  | «Mach Dich Frei»            | Liberate                                 | 3:12     |  |
| 7.  | «Eigentlich»                | Actualmente                              | 3:06     |  |
| 8.  | «Zeig Mir Dein Gesicht»     | Muéstrame tu rostro                      | 4:22     |  |
| 9.  | «Ebbe & Flut»               | Altas y bajas                            | 4:28     |  |
| 10. | «Komm Rüber (Schattenland)» | Ven arriba (Tierra de sombras)           | 3:58     |  |
| 11. | «Weiter»                    | Aún más                                  | 3:44     |  |
| 12. | «Es Tut Weh»                | Eso duele                                | 4:19     |  |
| 13. | «Augenblick»                | Momento (Literalmente "Parpadeo de ojos) | 7:49     |  |